# Republic (együttes)
A Republic 1990-ben alakult EMeRTon-díjas magyar rockegyüttes.
Az együttes 1990. február 23-án alakult, a lemezborítóikon szereplő hal is átvitt értelemben ezt szimbolizálja. Az alapítók: Cipő, Tóth Zoltán, Bali Imre, Szilágyi "Bigyó" László és Boros Csaba.
2010-ben a Republic együttes tagjai (Cipő Cipő, Boros Csaba, Nagy László Attila, Patai Tamás, és Tóth Zoltán), megalakulásuk 20. évfordulója alkalmából, előadóművészi tevékenységük elismeréseként megkapták a Magyar Köztársasági Érdemrend tisztikeresztje, polgári tagozata kitüntetést. 
A Republic könnyen értelmezhető, szókimondó és dallamos zenéjéről vált híressé. Nem sokkal megalakulásuk után megnyertek egy rockfesztivált Balatonlellén (amit a 67-es főút köt össze Kaposvárral). 1990 végére helycsere történt, miszerint Szilágyi Lászlót Nagy László Attila váltotta, aki már korábban játszott közösen Cipővel.
1991 végén került Bali Imre gitáros helyére Patai Tamás. Még ebben az évben elnyerték a Magyar Rádió eMeRTon-díját is, 1993-ban pedig a Hahó Öcsi!!! albumukkal a MAHASZ Arany Zsiráf-díját. 1994-ben a Disco gyorsan aranylemez, majd platinalemez lett, ezen az albumon jelent meg A 67-es út című daluk is. 1995-ben ismét elnyerték az Arany Zsiráf-díjat „Az év rocklemeze” kategóriában. De az év elején megjelent Tüzet viszek című album is – a Szállj el kismadár című közismert dalával – két héten belül aranylemez, később platinalemez, majd a 100 000. példány eladása után, még 1995-ben gyémántlemez lett.
Az évente megjelenő sorlemezeik mellett a zenekar egyes tagjai más területeken is alkottak: a "Rózsák vére" című film betétdalait Cipő és Tóth Zoltán, míg a Magyarország története ismeretterjesztő televíziós sorozatban felhasznált "Emberlelkű földeken" című dalt szintúgy utóbbi szerezte.
Minden évben hagyományosan március 15-én tartották a nagykoncertjüket, az első ilyen alkalom 1996-ban a Budapest Sportcsarnokban volt.
Az együttes néhai frontemberének, Bódi László "Cipő"-nek 2013. március 11-i elvesztését újabb helycsere követte, miszerint Tóth Zoltán kivált a zenekarból. Társai a korábbi állandó közreműködővel, Halász Gáborral folytatták tovább.

## Tagjai

### Jelenlegi tagok
- Nagy László Attila
- Patai Tamás
- Boros Csaba
- Halász Gábor

### Egykori tagok
- Bódi László „Cipő” †
- Tóth Zoltán
- Bali Imre „Rece Apó”
- Szilágyi László

### Állandó közreműködők
- Mátthé László „Brúnó” – ritmushangszerek -2018-ig
- Boros Péter (Pöpi) – ritmushangszerek 2019-
- Veér Bertalan – hegedű, zongora, vokál
- Weisz László (Kalapács) - akusztikus gitár[forrás?]

### Korábbi állandó közreműködők
- Sipos F. Tamás – segítő énekes – 2013–2014
- Halász Gábor – akusztikus gitár – 2002–2013 (állandó tag lett)
- György-Rózsa Sándor – vokál (2014)[forrás?]
- „A 8. Republic” Szabó "Bundás" András – hegedű, akusztikus gitár, zongora (2017-ig)

### Zenekari személyzet
- Habarits „Éljen” Béla – zenekari főmunkatárs (2014-ben elhunyt)
- Mátthé László „Brúnó” – exclusive service stageman
- Abella Miklós – menedzser, 1991 végétől kb. 2015-ig (2020-ban elhunyt)
- Koncert technikai vezető: Szentesi Róbert[5] 2019-ig
- Koncert technikai vezető: Praksch András 2022-
- Koncert hangmérnök: Kajdi Péter[5]
- Színpadi munkatárs: Kovács Attila “Hendrix”[forrás?]
- Zenekari sofőr: Kovács József (Dodi)
- Salpauer László "Salpi" (2020-ban elhunyt)
- Turák Béla: fénymester 2022-ig
- Aigner Attila: Visual Artist 2015-
- Németh Erika: manager 2015-

### Felállások
| Időszak   | Felállás | Stúdióalbum(ok) |
| --------- | --- | --- |
| 1990      | - Bódi László "Cipő" – ének, zongora - Tóth Zoltán – gitár - „Rece Apó” Bali Imre – gitár - Boros Csaba – basszusgitár - Szilágyi "Bigyó" László – dobok           | |
| 1990–1991 | - Bódi László "Cipő" – ének, zongora - Tóth Zoltán – gitár - „Rece Apó” Bali Imre – gitár - Boros Csaba – basszusgitár - Nagy László Attila – dobok, ütőhangszerek | - Indul a mandula!!! (1990) - Hoppá-Hoppá!!! (1991) |
| 1991–2013 | - Bódi László "Cipő" – ének, zongora - Tóth Zoltán – gitár - Patai Tamás – gitár - Boros Csaba – basszusgitár - Nagy László Attila – dobok                         | - Én vagyok a világ (1992) - Hahó öcsi!!! (1993) - Disco (1994) - Tüzet viszek (1995) - Igen (1996) - Zászlók a szélben (1997) - Üzenet (1998) - Boldogság.hu (1999) - Só és cukor (2000) - A reklám után (2001) - Mennyi még, Béla!? (2002) - Aki hallja, adja át!!! (2003) - Mohikán (2004) - 1 Magyarország 1 Mennyország (2005) - Kenyér vagy igazság (2006) - Fényes utakon (2007) - Tiszta udvar, rendes ház (2008) - Köztársaság (2010) - Miért, maga bohóc? (2011) - Bólints Tibi! (2012) |
| 2013–     | - Patai Tamás – gitár, vokál - Halász Gábor – gitár, vokál - Boros Csaba – ének, basszusgitár - Nagy László Attila– dobok, ütősök                                  | - Rajzoljunk Álmokat! (2015) - Kimondom a neved (2017) - Magyarazűrben (2019) |

## Története

### Kezdetek

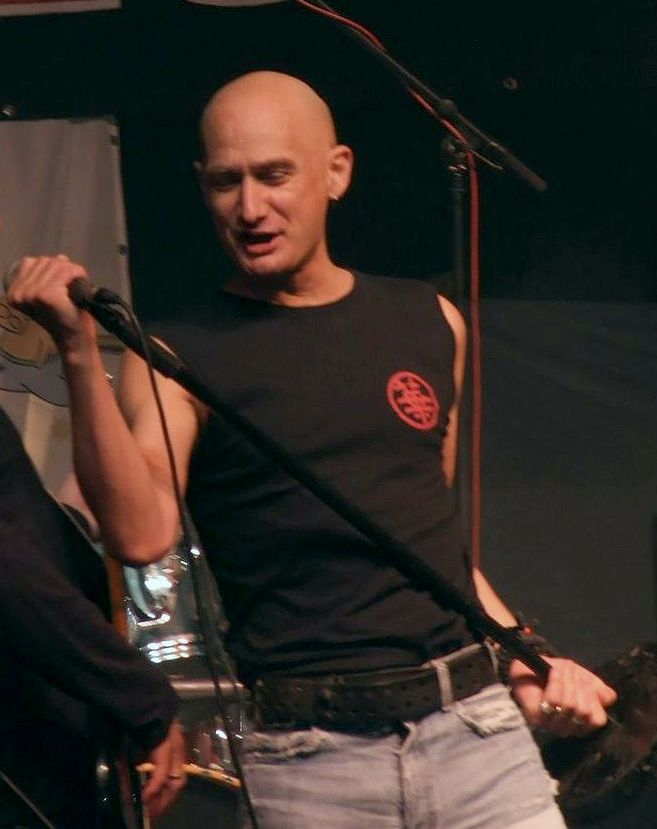
Cipő alapító tag, haláláig az együttes frontembere volt

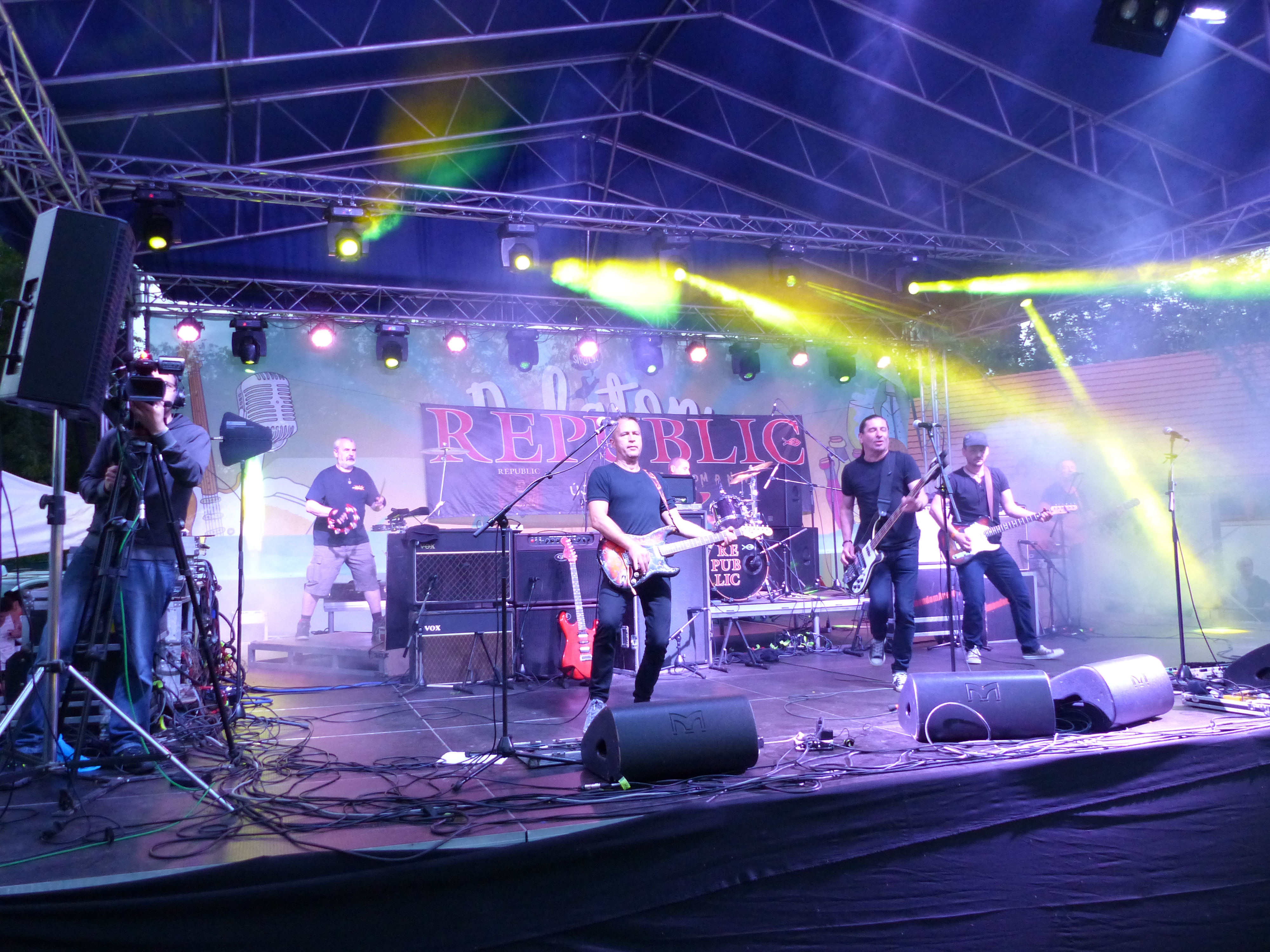
Republic a Balaton Fesztiválon

1990. február 23-án alakult az együttes, a lemezborítóikon szereplő hal is átvitt értelemben ezt szimbolizálja. Az alapítók: Cipő, Tóth Zoltán, Bali Imre, Szilágyi "Bigyó" László és Boros Csaba. Az első közös daluk az Ahogy a halak című, amiben ugyan már megjelent a hal, de még nem ez volt a jel. Első lemezük felvételekor Kispesten, egy halászcsárda kerítésén láttak meg egy hasonló szimbólumot. A jelképpé váló halat végül Cipő rajzolta le. Csak később derült ki, hogy az együttes ráadásul a halak jegyében „született”.
A Republic könnyen értelmezhető, szókimondó és dallamos zenéjéről vált híressé. Nem sokkal megalakulásuk után megnyertek egy rockfesztivált Balatonlellén (amit a 67-es főút köt össze Kaposvárral). 1990 végére került Szilágyi László helyére Nagy László Attila, aki már korábban játszott közösen Cipővel. Hamarosan fontos szerepet is kapott. 1991-ben az együttes úgy döntött, hogy új kiadó után néz, a szerződésük azonban még egy albumra szólt a Hungarotonnál. Így, mivel új dalaikat már az új kiadójuknál szerették volna megjelentetni, megszületett a legendás ötlet, hogy egy teljes lemezanyagnyi dobszólóval álljanak elő, így teljesítve a szerződésben foglaltakat. Nagy László Attila kiélhette magát a stúdióban, s megszületett az Üss a kazettára című lemez, amely meg is jelent, mint Republic-album.
1991 végén lett Környei Attila helyett Abella Miklós a menedzser, illetve ekkor került Bali Imre helyére Patai Tamás. Még ebben az évben elnyerték a Magyar Rádió eMeRTon-díját. 1993-ban pedig a Hahó Öcsi!!! albumuk a MAHASZ Arany Zsiráf-díját kapta. Ebben az évben léptek fel először a Sziget Fesztiválon. 1994-ben a Disco gyorsan aranylemez, majd platinalemez lett. Ezen az albumon jelent meg A 67-es út című közismert slágerük. Cipő 1995-ben Rajcs Renátával közös szólólemezzel jelentkezett. Ugyanebben az évben, a 67-es út és a Ha itt lennél velem dalok sikerén felbuzdulva, október 6-7-én ünnepi koncertet adtak Kaposvárott, a 67-es út mellett, melynek anyagából CD és videó is készült. Közreműködött a Somogy Néptáncegyüttes, Rajcs Renáta, és hegedűn Szabó András, aki ettől kezdve szinte állandó kísérője a Republicnak. 1995-ben ismét elnyerték az Arany Zsiráf-díjat „Az év rocklemeze” kategóriában. De az év elején megjelent Tüzet viszek című album is – a Szállj el kismadár című közismert dalával – két héten belül aranylemez, később platinalemez, majd a 100 000. példány eladása után, még 1995-ben gyémántlemez lett.
A kilencvenes évek második felétől már kevesebb Republic-dal kerül a rádiókba, az együttes is egyre többet kísérletezik: előkerülnek a fúvósok és a legkülönfélébb zenei hatások. Mégis jut sláger minden évre. Az 1996-ban megjelent új lemez, az Igen, már az új korszak jegyében íródott. Majd 1997: a Zászlók a szélben album, melyre részben a politika, és az ezzel összekapcsolódó irónia nyomja rá bélyegét. 1998-ban megjelent A Rózsa Vére című film zenéje, melyet szintén a Republic alkotott. Ezen az albumon érvényesülnek Tóth Zoltán képességei is, a dalok nagy részét ő neve fémjelzi.
1998-ban történt kiadó-váltással az új lemez, az Üzenet hatalmas reklámtámogatást kapott, ami addig nem volt jellemző a zenekarra. A kilencvenes évek egyik utolsó nagy Republic-slágere egy régi countryszám, a Johnny Cash által is énekelt Sixteen Tons című munkásdal előtt tiszteleg, mely talán a legsikeresebb volt a közéleti témájú dalok közül. 1999-ben a hármas válogatásalbum (a Szerelmes, Népi zenei, Közérzeti dalok) után Boldogság.hu címmel újabb lemezt hoztak ki. Ezen a lemezen található 16 dalból 6 Tóth Zoltán nevéhez fűződik.

### Az új évezredben
Az új évezred 2000-ben a Cseh Tamással közös kiadású Levélváltással és egy, a 10. évfordulóra készült válogatáslemezzel, az Aranyalbum 1-gyel kezdődik. Különlegesség, hogy 2003-ban a Törmelék című lemezen, úgynevezett medley-ok kapnak helyet. A rengeteg szerzeményből felépülő „konténerek”-be (a kazettán 6, a CD-n 8) válogatott dalokat különböző ütemre felfűzve, a részletek egymásba folyása egy dalként tünteti fel. A folytatás egy ígéretes maxival, a Nagy kő zuhan-nal indul az Aki hallja, adja át-ról. 2004 termése a Mohikán, dalai újra betörtek a rádiókba (a Dudu című szerzemény felkerül egy Now.hu válogatásra, amin a média által legtöbbet forgatott zenekar slágerei kerülnek). A 2005-ben 15. születésnapját ünneplő csapat e kerek évforduló alkalmából kiadja újabb nagylemezét 1 Magyarország 1 Mennyország címmel, fellépnek a Fábry-showban, ami által milliókhoz eljut a Republic. Ekkor jelenik meg a kuriózumnak számító első önálló DVD-jük is, amely 3 kivételével, az eddig megjelent összes klipet tartalmazza. 2006-ban egy újabb, ezúttal a Győri Egyetemi Sportcsarnokban 2005-ben felvett koncertből 7 számot tartalmazó DVD került ki, majd Kenyér vagy Igazság címmel immár a 21. nagylemezük jelent meg, aztán alig 5 hónap múlva: két régi album (Üzenet, Boldogság.hu) újra-kiadása egy dupla CD-n. 2009-ben adják ki a 2000-től 2010-ig terjedő évek dalaiból válogató Aranyalbum 2. dupla CD-t. Érdekessége, hogy – ahogy írják – a „Másik lemez” végére, zárásként felkerült egy új, ajándék dal, az MTV-n futó sorozat, a „Magyarország története” filmzenéje, a népies hatású és hangzású Emberlelkű földeken. 2010-ben a 20. születésnapi jubileumát a Köztársaság című albummal ünnepli az együttes. A Republic 33. lemeze, Miért, maga bohóc? címen 2011-ben jelenik meg. Nem először, Cipő mellett Tóth Zoltán (Róma Fényein Túl) és Boros Csaba (Háború) ének előadását is élvezhetjük. A záró, tizedik track, Gótika címen egy instrumentális alkotás. Az együttes huszonkettedik stúdiólemezén a Bólints Tibi! lemezcím futball vonatkozású: annak idején Nyilasi Tibort biztatták így a szurkolók – fanyar kritika.
2013-ban rendhagyó különleges zenei élménnyel kedveskedett az együttes a rajongóknak. A zeneirodalom kiválóságainak örök darabjait a saját hangzásviláguk szerint formálták és adták elő a Road 67 Symphonic Orchestra kíséretével a „Bartók+Európa 2010” rendezvényen. Az operafesztiváli koncertre összeállított zenei program címe „A gondolat színei – Klasszikus művek és a jelenkor Republic dalai” volt. A Bartók Béla-, Niccolò Paganini-, Maurice Jarre-, Edvard Grieg- és Aram Iljics Hacsaturján-szerzemények átiratai mellett néhány Republic-slágert is áthangszereltek a nagyzenekari megszólaláshoz. A páratlan koncertesemény izgalmas hanganyaga került az év elején CD-n forgalomba. Ezt beárnyékolta a Republic frontemberének és alapítójának, Bódi László Cipőnek előbb kórházba kerülése, majd 2013. március 11-ei halála.
Bódi László elhunytát követően a zenekar tagjainak többsége (Boros Csaba, Nagy László Attila, Patai Tamás) a zenélés folytatása mellett döntött, az együttes nevét pedig Republic 67-re változtatták (de később a 67-et elhagyták). Tóth Zoltán viszont bejelentette kilépését, mivel egyetértett Bódi László régebben kinyilvánított véleményével, miszerint a Republicnak bármelyik tag nélkül vége lenne. A helyére az akusztikus gitáron addigra már közel 10 éve közreműködő Halász Gábor lépett elő teljes jogú taggá. Tóth Zoltán szólókarrierbe kezdett, elektroakusztikus szólóesteket tart, valamint a körülötte időközben megszilárduló új zenekarával, a Köztársaság Parkkal koncertezik.
A Republic 67 határozatlan időre Sipos F. Tamással (saját szavaival élve mint kisegítő énekes) kiegészülve kezdte újra a zenekari próbákat és indította útjára az „Őrizz Engem 2013”-turnét Cipő emlékét és életművét megőrizendő.
Az új felállás 2013. április 25-én, az Egri Főiskolai Napok keretében mutatkozott be. Ősszel bemutatták az átalakult zenekar első szerzeményéhez készült videóklipet is, amelynek címe Vigyük tovább.
2013. december 21-én mutatták be a József Attila Színházban a Hattyúdal című komédiát, melynek betétdalai korábbi Republic-dalok. Az előadásokon a zenekar élőben játszott.
2014 februárjában az M1 Fábry című műsorában fellépve bemutatták Rajzoljunk álmokat című új dalokat, Sipos F. Tamás nélkül, Boros Csaba énekével. Márciusban a zenekar bejelentette, hogy a továbbiakban Sipos F. Tamás nélkül folytatják a koncertezést, megköszönve addigi munkáját, és újra kiemelve, hogy – a médiában gyakran a Republic tagjának és így Cipő utódának nevezett – Sipos F. nem volt a zenekar tagja. Egyúttal kijelentették, hogy a jövőben sem vesznek be senkit négyük mellé állandó tagként, a dalokat innentől kezdve Boros Csaba énekli.
A zenekar számára természetes volt az évi száz-százötven fellépés, így lettek az egyik legtöbbet koncertező zenekar az országban. Hagyománnyá vált március 15-i koncertjük is. Cipő kétszáznegyven dalt írt a Republicnak, de szerzeményeit Koncz Zsuzsa és Halász Judit is énekelte.

## Jelképek, jellegzetességek

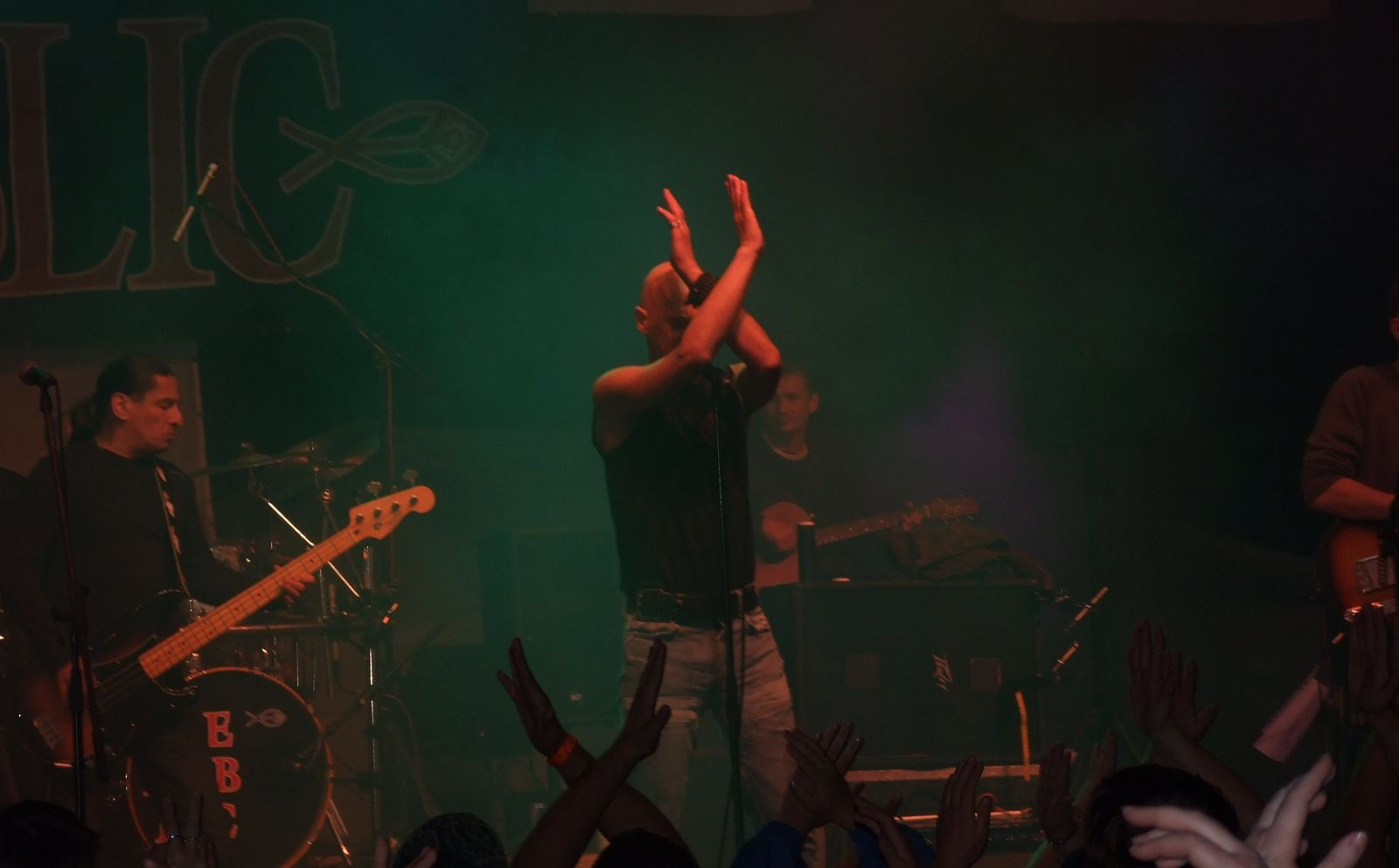
Az emblémává vált Kishal a kép bal felső sarkában

Emblémájukká vált kishal, ami annak köszönheti megszületését, hogy a zenekar a halak jegyében alakult, Cipő kedvenc halászcsárdájának is ez a jele, valamint hogy megtetszett a fiúknak az emberforma a halba ágyazva.
A jeligéjük: "The Worst Group in Hungary" azaz „a legrosszabb csapat Magyarországon”. A mottóval görbe tükröt kívántak tartani az elé, hogy minden előadót a „legjobbnak” hirdetnek.
Bódi László „Cipő” életében a következőképpen kezdődtek a koncertek: még a színpadra lépés előtt az Illéstől a Miért hagytuk, hogy így legyen című dalt játszották be, ezután cirkuszzenére megjelentek a tagok. Cipő a következőképpen konferálta a többieket: Patai Tamás – légtornász, Boros Csaba – állatidomár, Nagy László Attila – mélyvízi búvár, Tóth Zoltán – költő (régebben: erőművész); később az állandó közreműködőket is belevették: Szabó András – Gépfolklór, Halász Gábor – Debrecen. Majd Indul a mandula! felkiáltás után eljátszották állandó nyitódalként a Neked könnyű lehet-et, ami az első album 1. sorszámú dala.
Bódi László halála óta a koncerteket két olyan felvétel foglalja keretbe, ahol még az ő hangja hallható: az elején a Fényes utakon, a végén A 67-es út.

## Díjak
- 1991 EMeRTon-díj
- 1992 Popgála – Az év rockegyüttese
- 1993 Arany Zsiráf díj – Az év rocklemeze
- 1995 Arany Zsiráf díj – Az év rocklemeze
- 1996 Radio Picture Show díj
- 1996 Griff Gentleman`s díj
- 1996 Best of Local
- 1997 Huszka Jenő-díj
- 2009 Fonogram díj – Az év dala díj (Gyere közelebb, menekülj el)
- 2010 A Magyar Köztársasági Érdemrend tisztikeresztje
- 2013 Transilvanian Music Awards – Az év rockegyüttese
- 2013 Ballantine's – Fonogram különdíj – az év zenekara a közönség szavazatai alapján (2013)

## Diszkográfia

### Stúdióalbumok
| Év   | Album                                                                                              | Legjobb helyezés                       | Slágerek | Megjegyzés |
| Év   | Album                                                                                              | MAHASZ Top 40 album- és válogatáslemez | Slágerek | Megjegyzés |
| ---- | -------------------------------------------------------------------------------------------------- | -------------------------------------- | --- | --- |
| 1990 | Indul a mandula!!! - Megjelent: 1990 - Kiadó: Hungaroton - Formátum: LP, kazetta, CD               | 1                                      | - Neked könnyű lehet (1991) - Repül a bálna (1991) - A madárjós vakáción (1991)                                                                                 | A CD-kiadás 1995-ben jelent meg. |
| 1991 | Hoppá-Hoppá!!! - Megjelent: 1991 - Kiadó: Quint - Formátum: LP, kazetta, CD                        | 2                                      | - Jó reggelt kívánok (1991) - Szeretni valakit valamiért (1991) - Húzd, barom, húzd (1991)                                                                      | A CD-kiadás 1995-ben jelent meg, 3 dallal bővítve. |
| 1992 | Én vagyok a világ - Megjelent: 1992 - Kiadó: Quint - Formátum: LP, kazetta, CD                     | 4                                      | - Engedj közelebb (1992) | A CD-kiadás 1995-ben jelent meg. Az utolsó bakelitlemezen is megjelent Republic nagylemez. |
| 1993 | Hahó öcsi!!! - Megjelent: 1993 - Kiadó: Quint - Formátum: CD, kazetta, promo LP                    | 5                                      | - Erdő közepében (1993) - Fényes utakon (1993) | Az album megjelent egy 7 számot tartalmazó promó hanglemezen nagyon kevés példányszámban. |
| 1994 | Disco - Megjelent: 1994 - Kiadó: Quint - Formátum: CD, kazetta                                     | 3                                      | - A 67-es út (1994) - Ha itt lennél velem (1994) | |
| 1995 | Tüzet viszek - Megjelent: 1995 - Kiadó: Quint - Formátum: CD, kazetta                              | 1                                      | - Szállj el, kismadár (1995) - Csak a szívemen át (1995) - Játssz egy kicsit a tűzzel (1995) - Varázsolj a szívemmel (1995) - A csend beszél tovább (1995)      | |
| 1996 | Igen - Megjelent: 1996 - Kiadó: Quint - Formátum: CD, kazetta                                      | 1                                      | - Hozd el azt a napot (1996) - Adj erőt és adj időt (1996) - Gyere, hopp!!! (1996)                                                                              | |
| 1997 | Zászlók a szélben - Megjelent: 1997 - Kiadó: Quint - Formátum: CD, kazetta                         | 2                                      | - Ha még egyszer láthatnám (1997) - Zászlók a szélben (1997) - Gurul a kő (Rád gondoltam) [1997] - Ezt a földet választottam (1997)                             | |
| 1998 | Üzenet - Megjelent: 1998 - Kiadó: MI-5 - Formátum: CD, kazetta                                     | 2                                      | - 16 tonna fekete szén (1998) - Születni kell (1998) - Könnyek helyett (1998) - Feljön a Nap az égen (1998) - Megy a gomba (1998) - Igaz volt minden szó (1998) | 2007-ben újra kiadták a két albumot egy dupla CD-n, második, változatlan kiadásban. |
| 1999 | Boldogság.hu - Megjelent: 1999 - Kiadó: MI-5 - Formátum: CD, kazetta                               | 6                                      | - Ne meneküljek (1999) | 2007-ben újra kiadták a két albumot egy dupla CD-n, második, változatlan kiadásban. |
| 2000 | Só és cukor - Megjelent: 2000 - Kiadó: EMI - Formátum: CD, kazetta                                 | 13                                     | - Só és cukor (2000) - Nem volt még soha így (2000) - Ahová megyek (2000)                                                                                       | |
| 2001 | A reklám után - Megjelent: 2001 - Kiadó: EMI - Formátum: CD, kazetta                               | 1                                      | - Távolban egy fehér vitorla (2001) - A nagy hajó (2001) - Csak ezt a dalt (uzsedáré-uzsedom) [2001]                                                            | |
| 2002 | Mennyi még, Béla!? - Megjelent: 2002 - Kiadó: EMI, Capitol - Formátum: CD, kazetta                 | 2                                      | - Nagy baj van, hol a szívem (2002) - Kirúgjuk magunk alól a földet (2002)                                                                                      | |
| 2003 | Aki hallja, adja át!!! - Megjelent: 2003 - Kiadó: EMI, Capitol - Formátum: CD, kazetta             | 10                                     | - Nagy kő zuhan (2003) - Ez itt egy ló (2003) | |
| 2004 | Mohikán - Megjelent: 2004 - Kiadó: EMI, Capitol - Formátum: CD, kazetta                            | 5                                      | - Dudu (2004) - Sose ébressz fel, ha más dala szól (2004) - Varsó hiába várod (2004)                                                                            | |
| 2005 | 1 Magyarország 1 Mennyország - Megjelent: 2005 - Kiadó: EMI, Capitol - Formátum: CD, kazetta       | 7                                      | - Nem kell félni (2005) - Jöjj hozzám bárhonnan (2005) | Az utolsó album, amely kazettán is megjelent. |
| 2006 | Kenyér vagy igazság - Megjelent: 2006 - Kiadó: EMI, Capitol - Formátum: CD                         | 7                                      | - Tyereskova (2006) | |
| 2007 | Fényes utakon - Megjelent: 2007 - Kiadó: EMI, Capitol - Formátum: CD                               | 8                                      | - Gyere közelebb, menekülj el (2007) | Bizonyos példányokhoz exkluzív DVD-melléklet járt. Érdekes módon az 1993-ból származó címadó dal nincs rajta az albumon.                                                                                     |
| 2008 | Tiszta udvar, rendes ház - Megjelent: 2008 - Kiadó: EMI, Capitol - Formátum: CD                    | 7                                      | - Ezer kincs, ezer nyár (2008) - Egy balta száll (2008) | |
| 2010 | Köztársaság - Megjelent: 2010 - Kiadó: EMI, Capitol - Formátum: CD                                 | 5                                      | - Szemében a csillagok (2010) - Emberlelkű földeken (2010) | |
| 2011 | Miért, maga bohóc? - Megjelent: 2011. november 14. - Kiadó: EMI, Capitol - Formátum: CD            | 11                                     | - Még egyszer nyár (2011) - Sose voltál mindig vagy (2011) - Gyere holnap (2011)                                                                                | |
| 2012 | Bólints Tibi! - Megjelent: 2012 - Kiadó: EMI, Capitol - Formátum: CD                               | 6                                      | - Egy szó, egy hang (2012) - Úgy megyünk (2012) | |
| 2015 | Rajzoljunk Álmokat! - Megjelent: 2015. február 23. - Kiadó: Universal Music Hungary - Formátum: CD | 1                                      | - Rajzoljunk álmokat (2014) - Sebek a szívemen (2015) | 25 éves jubileumi lemez 12 új dallal. Az első, amely Cipő halála után született, ahogyan Nagy László Attila fogalmazott: „nem vele, de nem is nélküle” (közreműködők voltak Wéber Ferenc és Szabó András is) |
| 2017 | Kimondom a neved - Megjelent: 2017. június 1. - Kiadó: Universal Music Hungary - Formátum: CD      | 1                                      | - Ha igaz lenne (2017) | |
| 2019 | Magyarazűrben - Megjelent: 2019. november 5. - Kiadó: Universal Music Hungary - Formátum: CD, LP   | 5                                      | - Száll az ének (2019) | 26 év után az első Republic album, amely megjelent hanglemezen. |

### Koncertalbumok
| Év   | Album | Legjobb helyezés                       | Megjegyzés/Felvétel helye |
| Év   | Album | MAHASZ Top 40 album- és válogatáslemez | Megjegyzés/Felvétel helye |
| ---- | --- | -------------------------------------- | --- |
| 1996 | Október 67 - Megjelent: 1996 - Kiadó: Quint - Formátum: CD, kazetta                                               | 4                                      | 1995. október 6–7., Kaposvár, Városi Sportcsarnok |
| 2006 | Győri Kex - Megjelent: 2006 - Kiadó: EMI, Capitol - Formátum: CD+DVD                                              | 2                                      | 2005. december, Győr, Egyetemi Sportcsarnok |
| 2010 | 20 éves ünnepi koncert - Megjelent: 2010 - Kiadó: EMI, Capitol - Formátum: dupla CD                               | 3                                      | 2010. március 15., Papp László Budapest Sportaréna |
| 2013 | Klasszikusok - Megjelent: 2013. február - Kiadó: EMI, Capitol - Formátum: CD                                      | 4                                      | 2011. március 14., Kongresszusi Központ: klasszikus zeneszerzők műveinek áthangszerelései és korábbi nagy sikerű dalok szimfonikus zenekari megszólalással. (Az utolsó Republic-kiadvány, amely Cipő életében jelent meg, amikor az énekes már kómában volt.) |
| 2016 | Koncert Budapest Park 2015. 09.19. - Megjelent: 2016. november 7. - Kiadó: Universal Music Hungary - Formátum: CD | 1                                      | 2015. szeptember 19., Budapest, Budapest Park |

### Válogatások
| Év   | Album                                                                                        | Legjobb helyezés                       | Megjegyzés                                                                              |
| Év   | Album                                                                                        | MAHASZ Top 40 album- és válogatáslemez | Megjegyzés                                                                              |
| ---- | -------------------------------------------------------------------------------------------- | -------------------------------------- | --------------------------------------------------------------------------------------- |
| 1999 | Az évtized dalai – Szerelmes dalok - Megjelent: 1999 - Kiadó: Quint - Formátum: CD, kazetta  | 23                                     | Szerelmes jellegű tematikus válogatás, néhány újrajátszott és egy új dalt is tartalmaz. |
| 1999 | Az évtized dalai – Népi-zenei dalok - Megjelent: 1999 - Kiadó: Quint - Formátum: CD, kazetta | 38                                     | Népdal-jellegű tematikus válogatás, egy új dalt is tartalmaz.                           |
| 1999 | Az évtized dalai – Közérzeti dalok - Megjelent: 1999 - Kiadó: Quint - Formátum: CD, kazetta  | 32                                     | Általános jellegű tematikus válogatás, néhány újrajátszott és egy új dalt is tartalmaz. |
| 2000 | Aranyalbum 1990–2000 - Megjelent: 2000 - Kiadó: EMI - Formátum: CD, kazetta                  | 2                                      | Greatest Hits-album, egy új dalt is tartalmaz.                                          |
| 2003 | Törmelék - Megjelent: 2003 - Kiadó: EMI, Capitol - Formátum: CD, kazetta                     | 2                                      | A CD nyolc, a kazetta hat egyveleget tartalmaz korábbi dalokból.                        |
| 2009 | Aranyalbum 2. 2000–2010 - Megjelent: 2009 - Kiadó: EMI, Capitol - Formátum: dupla CD         | 8                                      | A korábbi válogatás folytatása, egy új dalt is tartalmaz.                               |

### Rendhagyó albumok
| Év   | Album | Legjobb helyezés                       | Slágerek                                                | Megjegyzés                                  |
| Év   | Album | MAHASZ Top 40 album- és válogatáslemez | Slágerek                                                | Megjegyzés                                  |
| ---- | --- | -------------------------------------- | ------------------------------------------------------- | ------------------------------------------- |
| 1991 | Üss a kazettára! - Megjelent: 1991 - Kiadó: Hungaroton - Formátum: kazetta                                  | —                                      |                                                         | Instrumentális album, csak dobszólóból áll. |
| 1995 | A Cipő és a Lány – Amsterdam (Rajcs Renátával) - Megjelent: 1995 - Kiadó: Magneoton - Formátum: CD, kazetta | 8                                      | - Kék és narancssárga (1995) - Holdeső, napsugár (1995) |                                             |
| 1998 | A rózsa vére - Megjelent: 1998 - Kiadó: Quint - Formátum: CD, kazetta                                       | —                                      |                                                         | Az azonos című film zenéje.                 |
| 2000 | Levélváltás (Cseh Tamással) - Megjelent: 2000 - Kiadó: Magneoton - Formátum: CD, kazetta                    | 6                                      |                                                         |                                             |
| 2009 | Új Republic-dalok (Balázsovits Edittel) - Megjelent: 2009 - Kiadó: EMI, Capitol - Formátum: CD              | 15                                     | - Fut a folyó (2009)                                    |                                             |

### Kislemezek
- Felmelegítlek a szívemmel – új dal, amit 2017. december 23-án a Barba Negra Music Clubban tartott koncert közönsége kapott ajándékba[35]

### Videográfia
| Év   | Album címe             | Megjegyzés                                                        |
| ---- | ---------------------- | ----------------------------------------------------------------- |
| 1995 | Október 67             | VHS, az azonos című albumon megjelent koncert felvételével        |
| 2000 | Aranyalbum 1990-2000   | VHS az addig készült videóklipekkel                               |
| 2006 | Aranyalbum 1990-2005   | a korábbi videóklip-gyűjtemény bővített DVD-változata             |
| 2006 | Győri Kex              | DVD-melléklet az azonos című koncertalbumhoz, 6 dal felvételével  |
| 2007 | Fényes utakon          | exkluzív DVD-melléklet az azonos című album bizonyos példányaihoz |
| 2010 | 20 éves ünnepi koncert | DVD az azonos című albumon megjelent koncert felvételével         |

Videóklipek
- Repül a bálna (1991)
- A madárjós vakáción (1991)
- Szerelmes vagyok (1991)
- Jó reggelt kívánok (1991)
- Sírás lesz a vége (1991)
- Szeretni valakit valamiért (1991)
- A kés hegyén táncol az élet (1992)
- Engedj közelebb (1992)
- Törjön szét (1992)
- Nagy bajban van a barátom (1993)
- Ha itt lennél velem (1994)
- A 67-es út (1994)
- Kék és narancssárga (1995)
- Szállj el kismadár (1995)
- Varázsolj a szívemmel (1995)
- Hozd el azt a napot (Szatyi dal) (1996)
- Adj erőt és adj időt (1996)
- Gyere-Hopp!!! (1996)
- Ha még egyszer láthatnám (1997)
- Zászlók a szélben (1997)
- Igaz volt minden szó (1998)
- „16 tonna” fekete szén (1998)
- Ne meneküljek (1999)
- Ahová megyek (2000)
- Távolban egy fehér vitorla (2001)
- Nagy baj van, hol a szívem (2002)
- Egyetlen valóság (2002)
- Nagy kő zuhan (2003)
- Jöjj hozzám bárhonnan (2005)
- Tyereskova (2006)
- Gyere közelebb, menekülj el (2007)
- Emberlelkű földeken (2009)
- Ha elfogy majd a Hold (Kóborló szél) (2012)
- A csend beszél tovább (2013 – az 1995-ös hangfelvételhez, Bódi László emlékére)
- Vigyük tovább (2013 – az egyetlen Sipos F. Tamás énekével közzétett stúdiófelvétel)
- Rajzoljunk álmokat (2015)
- Sebek a szívemen (2015)
- Kimondom a neved (2017)
- Ketten a világ közepén (2017)[36]
- Ha igaz lenne (ft. Bagossy Norbi és Kozma Zsombor, 2017)[37]
- Ezek voltunk nemrég (2019 – a Vigyük tovább újra felvett változata Boros Csaba énekével)
- Messzi Földre Vihetnél (2020 – közreműködik Bagossy Norbert)
- Élni jó! (2020)
- Odavisz a szél (2022)
- Ki van a házban (2024)

### Közreműködések
| Év   | Album címe                               | Formátum         | Megjegyzés                                                                               |
| ---- | ---------------------------------------- | ---------------- | ---------------------------------------------------------------------------------------- |
| 1996 | Bródy Hits – Szeretettel Bródy Jánosnak  | CD               | Az 50 éves Bródy János tiszteletére készült album, a Republic két dalt játszik.          |
| 2005 | Sláger Rádió Megaparty                   | DVD+CD           | Más előadókkal közös koncertalbum, a DVD-n három, a CD-n két dallal szerepel a Republic. |
| 2018 | New Level Empire feat. Republic – Valódi | Rádiós bejátszás |                                                                                          |

## Kapcsolódó zenekarok
- Cipőfűző – 1980-ban alakult kisvárdai zenekar. Tagjai között volt Szilágyi „Bigyó” László (a Republic első dobosa, akkoriban még énekes), Nagy László Attila és Bódi László, aki akkor még billentyűs hangszereken játszott és „Elek” volt beceneve (a Cipő név később ragadt rá, éppen erről az együttesről). Néhány daluk később Republic-albumokra is felkerült. Megalakulásuk 30. évfordulóján 2010-ben összeálltak egy koncert erejéig, amelyen vendégszerepeltek a Republic tagjai is.
- Tóth Zoltán és a Köztársaság Park zenekara – Tóth Zoltán új zenekara Bódi László halála után. Koncertjein egyaránt játssza korábbi Republicban írt szerzeményeit és új dalait.
- Kék és Narancssárga Produkció – a miskolci JAM Republic Cover Band Republic-tribute zenekar és Tóth Zoltán együttműködéséből létrejött formáció, az 1990 és 2013 közötti időszak Republic-dalait játsszák.
- Republika zenekar – 2013-ban alakult "CIPŐ" emlékzenekar. A Republika zenekar az ország első számú Republic tribute zenekara. Műsorukban Bódi László „CIPŐ” (Republic) emlékét szeretnék ápolni. Halhatatlan dalai csendülnek fel a koncerteken felidézve és átadva ezek hangulatát a közönségnek. A zenekar érdekessége, hogy az énekes Bodor Tamás (Tomi) szintén május 3.-án született, mint Bódi László CIPŐ.
- Republika zenekar tagjai: – Bodor Tamás (Tomi) ének – Márkus András (Banderas) basszusgitár – Némedy Krisztián (Chris) gitár – Kiss Péter (Peti) dobok